# 도미니크 스웨인
도미니크 스웨인(Dominique Swain, 1980년 8월 12일 ~ )은 미국의 배우이다. 1997년 영화 《롤리타》의 롤리타 역으로 유명한 배우이다.

## 출연 작품
- 데드 메리: 킴 역
- 페이스 오프: 제이미 아처 역
- 롤리타: 돌로레스 헤이즈 역